# Ťahyňa
Ťahyňa, běžně označovaná jako TAHV, je virus, který je pojmenován podle místa nálezu ve východním Slovensku. Je přenosný komáry a způsobuje tzv. valtickou horečku.

## Charakteristika viru
TAHV patří do rodu Bunyavirus a čeledi Bunyaviridae, která je charakteristická sférickými viriony (velikost 80-120 nm) se třemi molekulami (-)ssRNA označovanými L, M a S a povrchovými glykoproteiny G1 a G2. Virus je součástí kalifornské antigenní skupiny a představuje subtyp viru kalifornské encefalitidy. TAHV je blízce příbuzný zvláště virům La Crosse a Snowshoe hare.

## Výskyt viru
TAHV byl prvotně izolován z komárů Aedes vexans a Aedes caspius ve vesnicích Ťahyňa a Križany na východním Slovensku v roce 1958. Představuje první virus přenosný komáry, který byl zachycen v Evropě. Virus je rozšířen v Eurasii a v Africe. V rámci Evropy se vyskytuje na Slovensku (východním i jižním), v České republice (na Moravě i v Čechách), Německu, Rakousku, Maďarsku, Slovinsku, Srbsku, Rumunsku, Moldavsku, Ukrajině, Rusku, Estonsku, Norsku, dále v jižní Francii a severovýchodní Itálii

## Přenašeči a ohniska viru
Jako přenašeči TAHV slouží komáři rodu Aedes, hlavně Aedes vexans, který je rozšířený skoro po celé palearktické oblasti. Přírodním ohniskem tohoto viru je přirozené prostředí zaplavených nížin, kde se předpokládá masový výskyt komárů (zaplavené lužní ekosystémy), zahrnující i městské oblasti, ale i jiné biomy

## Hostitelé viru
Hostiteli TAHV jsou hlavně zajíci, ježci, hlodavci, člověk a příležitostně také netopýři. Protilátky proti tomuto viru byly objeveny u divokých králíků, masožravců, koňů, krav, srnců, domácích prasat, divočáků a příležitostně ptáků. Jako rezervoár viru může sloužit i komár, např. Aedes vexans nebo Cs. annulata.

## Onemocnění a epidemiologie
Onemocnění u zvířat tímto virem není známé, má inaparentní průběh. U lidí bylo onemocnění TAHV bylo prokázáno v roce 1960 a označuje se jako valtická horečka. U tohoto viru nebyla popsána letalita. Bylo zjištěno nejméně 200 dokumentovaných případů valtické horečky na Slovensku a na Moravě od roku 1963, avšak mnoho případů zůstalo bez povšimnutí. Přenos viru se děje štípnutím infikovaného komára. Proto je doporučováno používání repelentů, dále také monitorování a kontrola přenašečů.